# Prorocorypha
Prorocorypha es un género de saltamontes de la subfamilia Gomphocerinae, familia Acrididae. Este género se distribuye en el estado de Arizona en Estados Unidos.
Prorocorypha es un género monotípico, y su única especie es  Prorocorypha snowi, Rehn, 1911.